# Wangliang
Wangliang (chiń. 魍魎, pinyin: Wǎngliǎng) – w mitologii chińskiej potężny demon sprowadzający na ludzi zarazy, według tradycji drugi syn Zhuanxu. Mieszkał w miejscu zwanym Słabą Wodą. Chińczycy bali się go i przepędzali za pomocą egzorcyzmów lub próbowali go przebłagać ofiarami, aby odszedł.
Według Huainanzi Wangliang wyglądem przypominał trzyletnie dziecko, miał czerwono-czarną skórę, czerwone oczy, długie uszy i piękne włosy.